# Agloe
Agloe es un lugar ficticio del Condado de Delaware, el cual finalmente se convirtió en un punto de referencia real.

## Historia
En la década de 1930 el fundador de la empresa General Drafting Company, dedicada a la realización de mapas de carreteras, Otto G. Lindberg, y un ayudante, Ernest Alpers, asignaron el anagrama de sus iniciales a una intersección de carreteras sin asfaltar en las montañas de Catskill: NY 206 y Morton Hill Road, al norte de Roscoe, Nueva York. El lugar fue nombrado como trampa de derechos de autor.
En la década de 1950 se construyó en dicha intersección un almacén de ventas de productos y se le dio el nombre Agloe General Store debido a que este era el topónimo que aparecía en los mapas de carreteras de la petrolera Esso. Con posterioridad Agloe apareció en un mapa del editor Rand McNally después de que el cartógrafo que realizó el mapa obtuviese el nombre del lugar de la propia administración del condado de Delaware. 
Aunque con posterioridad el almacén de productos cerraría, Agloe continuaría apareciendo en los mapas hasta la década de 1990, en la que finalmente fue eliminado. El odónimo apareció en Google Maps hasta marzo de 2014. El Servicio Geológico de Estados Unidos añadió «Agloe (Not Official)» al nomenclátor de su sistema de información de nombres geográficos en febrero de 2014.

## Cultura popular
Agloe se volvió muy conocida tras la novela y la adaptación cinematográfica de Ciudades de papel de John Green, donde la protagonista Margo Roth Spiegelman desaparece dejando pistas a su amigo Quentin Jacobsen, después de ver escrito en una pared donde ella se escondía «irás a las ciudades de papel y jamás volverás» empieza a buscar información sobre este tipo de ciudades, entre ellas Agloe. Se volvió un icono de un lugar dónde perderse para poder encontrarse.